# Yavatmal
Yavatmal ist eine Stadt im Bundesstaat Maharashtra im Westen Indiens. Sie ist Verwaltungssitz des gleichnamigen Distrikts Yavatmal. Yavatmal ist in 40 Wards gegliedert und wird als Municipal Council verwaltet. Von Yavatmal aus sind es nach Mumbai 669 Kilometer.

## Geschichte
Yavatmal war einst die wichtigste Stadt des Sultanat Berar. 1572 annektierte Murtaza Shah, Herrscher des Ahmadnagar-Sultanats, den Yavatmal-Distrikt. Im Jahr 1596 trat Chand Bibi, die Regentin von Ahmadnagar, Yavatmal an das Mogulreich ab, das damals über einen großen Teil Indiens regierte. Nach dem Tod des sechsten Mogulkaisers Aurangzeb im Jahr 1707 fiel Yavatmal an das Maratha-Reich. 1853 fiel es schließlich an das Britische Weltreich.

## Demografie
Die Einwohnerzahl der Stadt liegt laut der Volkszählung von 2011 bei 116.551. Yavatmal hat ein Geschlechterverhältnis von 991 Frauen pro 1000 Männer und damit einen für Indien üblichen Männerüberschuss. Die Alphabetisierungsrate lag bei 92,0 % im Jahr 2011. Knapp 69,1 % der Bevölkerung sind Hindus, ca. 14,9 % sind Muslime, ca. 12,9 % sind Buddhisten, ca. 2,0 % sind Jainas, ca. 0,7 % sind Christen und ca. 0,4 % gehören anderen oder keiner Religionen an. 9,8 % der Bevölkerung sind Kinder unter sechs Jahren.